# Źrebce (wieś)
Źrebce – wieś w Polsce, położona w województwie lubelskim, w powiecie zamojskim, w gminie Sułów.
Wieś jest sołectwem w gminie Sułów. Według Narodowego Spisu Powszechnego z roku 2011 wieś liczyła 268 mieszkańców.
Wierni Kościoła rzymskokatolickiego należą do parafii św. Maksymiliana Marii Kolbego w Deszkowicach.
| SIMC    | Nazwa  | Rodzaj    |
| ------- | ------ | --------- |
| 0899970 | Nawsie | część wsi |
| 0899986 | Wygon  | część wsi |

W latach 1975–1998 miejscowość administracyjnie należała do województwa zamojskiego.
Wieś stanowi sołectwo gminy Sułów.
| 1827                                                   | 2011 | 2012 | 2013 | 2014 | 2015 |
| ------------------------------------------------------ | ---- | ---- | ---- | ---- | ---- |
| 138                                                    | 268  | bd   | 277  | 274  | 267  |
| Źródło: Dane własne gminy w BIP, GUS, SgKP z roku 1895 |      |      |      |      |      |

## Urodzeni w Źrebcach
- Czesław Bartnik (ur. 9 sierpnia 1929) – ksiądz profesor, publicysta społeczno-polityczny, historiolog, poeta, twórca tzw. personalizmu uniwersalistycznego,